# Temporada 2007-2008 del Vila-real CF
Resum de l'activitat de la Temporada 2007-2008 del Vila-real Club de Futbol, que fou la 84a des de la fundació del club, i la 9a temporada en La Lliga, màxima categoria del futbol espanyol.

## Equip
Els futbolistes que formaven la plantilla eren els següents:
| N. | Pos. | Nac. | Jugador                 |
| -- | ---- | --- | ----------------------- |
| 1  | POR  | [[Fitxer:Flag of Uruguay.svg\|23x15px\|border \|alt=Uruguai\|link=Selecció de futbol de l'Uruguai\|{{#if:\|]]                   | Sebastián Viera         |
| 2  | DEF  | [[Fitxer:Flag of Argentina.svg\|23x15px\|border \|alt=Argentina\|link=Selecció de futbol de l'Argentina\|{{#if:\|]]             | Gonzalo Rodríguez       |
| 3  | DEF  | [[Fitxer:Flag of Andalucía.svg\|23x15px\|border \|alt=Andalusia\|link=Selecció de futbol d'Andalusia\|{{#if:\|]]                | Josemi                  |
| 4  | DEF  | [[Fitxer:Flag of Uruguay.svg\|23x15px\|border \|alt=Uruguai\|link=Selecció de futbol de l'Uruguai\|{{#if:\|]]                   | Diego Godín             |
| 5  | DEF  | [[Fitxer:Flag of Catalonia.svg\|23x15px\|border \|alt=Catalunya\|link=Selecció de futbol de Catalunya\|{{#if:\|]]               | Joan Capdevila i Méndez |
| 6  | MIG  | [[Fitxer:Bandera Castilla-La Mancha.svg\|23x15px\|border \|alt=Castella - la Manxa\|link=Castella - la Manxa\|{{#if:\|]]        | Josico (Capità)         |
| 7  | MIG  | [[Fitxer:Flag of France (1794–1815, 1830–1974).svg\|23x15px\|border \|alt=França\|link=Selecció de futbol de França\|{{#if:\|]] | Robert Pirès            |
| 8  | MIG  | [[Fitxer:Flag of Asturias.svg\|23x15px\|border \|alt=Astúries\|link=Selecció de futbol d'Astúries\|{{#if:\|]]                   | Santi Cazorla           |
| 9  | DAV  | [[Fitxer:Flag of Mexico.svg\|23x15px\|border \|alt=Mèxic\|link=Selecció de futbol de Mèxic\|{{#if:\|]]                          | Guille Franco           |
| 10 | MIG  | [[Fitxer:Flag of Aragon.svg\|23x15px\|border \|alt=Aragó\|link=Selecció de futbol d'Aragó\|{{#if:\|]]                           | Cani                    |
| 11 | DAV  | [[Fitxer:Flag of Denmark.svg\|23x15px\|border \|alt=Dinamarca\|link=Selecció de futbol de Dinamarca\|{{#if:\|]]                 | Jon Dahl Tomasson       |

| N. | Pos. | Nac. | Jugador               |
| -- | ---- | --- | --------------------- |
| 12 | DEF  | [[Fitxer:Flag of France (1794–1815, 1830–1974).svg\|23x15px\|border \|alt=França\|link=Selecció de futbol de França\|{{#if:\|]]                | Pascal Cygan          |
| 13 | POR  | [[Fitxer:Flag of Galicia.svg\|23x15px\|border \|alt=Galícia\|link=Selecció de futbol de Galícia\|{{#if:\|]]                                    | Diego López           |
| 14 | MIG  | [[Fitxer:Flag of Chile.svg\|23x15px\|border \|alt=Xile\|link=Selecció de futbol de Xile\|{{#if:\|]]                                            | Matías Fernández      |
| 15 | DAV  | [[Fitxer:Flag of Turkey.svg\|23x15px\|border \|alt=Turquia\|link=Selecció de futbol de Turquia\|{{#if:\|]]                                     | Nihat Kahveci         |
| 17 | DEF  | [[Fitxer:Flag of Asturias.svg\|23x15px\|border \|alt=Astúries\|link=Selecció de futbol d'Astúries\|{{#if:\|]]                                  | Javi Venta (Capità)   |
| 18 | DEF  | [[Fitxer:Flag of the Canary Islands.svg\|23x15px\|border \|alt=Illes Canàries\|link=Selecció de futbol d'Illes Canàries\|{{#if:\|]]            | Ángel                 |
| 19 | MIG  | [[Fitxer:Flag of Brazil.svg\|23x15px\|border \|alt=Brasil\|link=Selecció de futbol del Brasil\|{{#if:\|]]                                      | Marcos Senna (Capità) |
| 20 | DEF  | [[Fitxer:Flag of Argentina.svg\|23x15px\|border \|alt=Argentina\|link=Selecció de futbol de l'Argentina\|{{#if:\|]]                            | Fabricio Fuentes      |
| 21 | MIG  | [[Fitxer:Flag of the Valencian Community (2x3).svg\|23x15px\|border \|alt=País Valencià\|link=Selecció de futbol del País Valencià\|{{#if:\|]] | Bruno                 |
| 22 | DAV  | [[Fitxer:Flag of Italy.svg\|23x15px\|border \|alt=Itàlia\|link=Selecció de futbol d'Itàlia\|{{#if:\|]]                                         | Giuseppe Rossi        |
| 23 | MIG  | [[Fitxer:Flag of Uruguay.svg\|23x15px\|border \|alt=Uruguai\|link=Selecció de futbol de l'Uruguai\|{{#if:\|]]                                  | Sebastián Eguren      |

- Entrenador: Manuel Pellegrini
  - Segon entrenador: Rubén Cousillas Fuse

## Jugadors cedits durant la temporada
- Rio Mavuba cedit al Lille OSC
- Marco Ruben cedit al Recreativo de Huelva
- Felipe Manoel Cedit al Sport Club do Recife

| Stage |

- del 17 de juliol fins al 27 de juliol pretemporada en Torremirona, a la localitat gironesa de Navata.

| Pretemporada |

- 3 d'agost: Reial Saragossa Vila-real CF (1-1, guanyà el Vila-real als penals), a Terol, en el I Trofeu Ciutat de Terol.
- 7 d'agost: Hèrcules CF Vila-real CF, (0-4) a Alacant.
- 10 d'agost: Vila-real CF Sporting de Braga, (3-1) a Vila-real.
- 14 d'agost: Vila-real CF CA Osasuna (3-0) a Vila-real.
- 10 d'agost: Vila-real CF Livorno (2-2) a Vila-real en el Trofeu de la Ceràmica.

| Classificació |

- Lliga: 2n. La seva millor classificació, quedant subcampió en la Primera Divisió i rècord de punts superant els 65 punts aconseguits a la temporada 2004-2005 amb 77 punts.
- Copa del Rei: eliminat a quarts de final pel FC Barcelona amb resultat total d'1-0 a favor dels catalans. A l'anada en El Madrigal quedaren 0-0 i al Camp Nou 1-0.
- Copa de la UEFA: eliminat als setzens pel FC Zenit. 1-0 a l'anada i 2-1 en la tornada.

## Altes i baixes del Vila-real CF de la temporada 07/08

### Mercat d'estiu
- Altes:
  -  Mathias Vidangossy de la Unión Española.
  -  Giuseppe Rossi del Manchester United FC.[2]
  -  Joan Capdevila i Méndez del Deportivo de La Coruña.
  -  Diego López Rodríguez del Reial Madrid.
  -  Tomané Nunes del Sporting Lisbon.
  -  Martín Cáceres del Defensor Sporting Club.
  -  Diego Godín del Nacional Montevideo.
  -  Stefan Babovic de l'OFK Beograd.
  -  Feliciano Condesso del Southampton F.C..
  -  Juan Román Riquelme torna del Boca Juniors.[3]
  -  Santi Cazorla torna del Recreativo de Huelva.
  -  Rio Mavuba del FC Girondins de Bordeaux (8 m €)
  -  Ángel del Celta de Vigo
- Baixes:
  -  Rodolfo Arruabarrena a l'AEK Athens FC.
  -  Alessio Tacchinardi torna al Juventus F.C..
  -  César Arzo cedit al Reial Múrcia
  -  Diego Forlán a l'Atlètic de Madrid.
  -  Luis Antonio Valencia cedit al Wigan Athletic.
  -  Quique Álvarez al Recreativo de Huelva
  -  Marcos García cedit al Recreativo de Huelva
  -  José Mari al Reial Betis.
  -  Mariano Barbosa al Recreativo de Huelva
  -  Juan Manuel Peña al Celta de Vigo
  -  Mathias Vidangossy cedit a la UD Almería.

### Mercat d'hivern
- Altes:
  -  Marco Ruben del River Plate.
  -  Sebastián Eguren del Hammarby IF.
  -  Felipe Manoel del São Bernardo Futebol Clube
- Baixes:
  -  Rio Mavuba cedit al Lille OSC.
  -  Juan Román Riquelme al Boca Juniors.
  -  Marco Ruben cedit al Recreativo de Huelva.[3]
  -  Felipe Manoel cedit a l'Sport Club do Recife.